# Stade Jean-Charter
 (mars 2025).
Le Stade Jean-Charter est un stade de football situé à Quimperlé, dans le Finistère. Le stade inauguré en 1965, accueille les matchs de l'US Quimperlé (Régional 3) et du FC Quimperlé (Régional 2) et depuis 2016, du FC Lorient  rés. (National 2).

## Histoire du stade

### Inauguration du stade
En 1966, le Stade Jean-Charter est inauguré à Quimperlé, à son inauguration, le stade possède une tribune honneur couverte de 800 places assises et d'un pourtour non couvert, juste à côté du stade, il y a trois terrains de tennis, deux terrains de basketball et un mini-terrain de football. Le stade est inauguré lors d'un match entre le Stade rennais et le FC Nantes devant 5 000 spectateurs, premier record d'affluence et record d'affluence actuelle.

### Evolutions successives du stade
En 1970, un parking est construit à côté du stade et un bâtiment est construit à la place d'un des terrains de tennis. En 1977, un terrain est construit à côté du stade. En 1987, le stade principal est équipé de 4 projecteurs, le mini-terrain en herbe est remplacé par un mini-terrain stabilisé. En 1995, un bâtiment est construit à côté de la tribune honneur. En 1997, le parking est détruit pour y laisser place à un rond-point, un nouveau parking est construit derrière les arbres qui longent le terrain. En 2012, l'enrobé du stade est refait par la ville. En 2013, un parking est créé au nord-est du stade. Le 5 janvier 2014, le stade accueille 4 000 spectateurs,  pour le match FC Quimperlé - AC Ajaccio.  

### Terrain synthétique et FC Lorient
En 2015, la pelouse du stade, trop souvent en mauvais état est remplacée par une pelouse synthétique. La même année, les vestiaires du stade sont refaits à neuf. Depuis 2016, le stade accueille les matchs de la réserve du FC Lorient car son terrain attitré à l'Espace FCL n'est pas aux normes.

## Clubs résidents
L'US Quimperlé y joue ses matchs dès l'inauguration du stade en 1965. Trois ans plus tard, le FC Quimperlé est créé et joue aussi ses matchs au stade Jean-Charter. En 2016, la réserve du FC Lorient joue son premier match au stade et depuis y joue tous ses matchs car leur terrain attitré à l'Espace FCL n'est pas aux normes. 
| Rang | Équipes         | Depuis | Championnat |
| ---- | --------------- | ------ | ----------- |
| 1    | US Quimperlé    | 1965   | Régional 3  |
| 2    | FC Quimperlé    | 1968   | Régional 2  |
| 3    | FC Lorient rés. | 2016   | National 2  |

## Record d'affluence
| Rang | Spectateurs | Compétition          | Rencontre                                      | Date |
| ---- | ----------- | -------------------- | ---------------------------------------------- | ---- |
| 1    | 5 000       | Match d'inauguration | Stade rennais (D1) - FC Nantes (D1)            | 1966 |
| 2    | 4 088       | Coupe de France      | FC Quimperlé (DSE) - AC Ajaccio (L1)           | 2014 |
| 3    | 1 883       | DH Ouest             | FC Quimperlé (DH) - Stade Quimpérois rés. (DH) | 1978 |
| 4    | 1 130       | DH Ouest             | FC Quimperlé (DH) - US Montagnarde (DH)        | 1978 |
| 5    | 1 086       | DH Ouest             | US Quimperlé (DH) - EA Guingamp (DH)           | 1975 |
| 6    | 1 028       | Division 4           | FC Quimperlé (D4) - UCK Vannes (D4)            | 1980 |
| 7    | 1 003       | Division 4           | FC Quimperlé (D4) - Véloce Vannes (D4)         | 1980 |
| 8    | 821         | DH Ouest             | US Quimperlé (DH) - US Saint-Malo (DH)         | 1975 |
| 9    | 820         | DH Ouest             | US Quimperlé (DH) - Penmarc'h (DH)             | 1975 |
| 10   | 819         | DH Ouest             | FC Quimperlé (DH) - UCK Vannes (DH)            | 1978 |